# Onesia sedlaceki
Onesia sedlaceki este o specie de muște din genul Onesia, familia Calliphoridae, descrisă de Kurashashi în anul 1987. Conform Catalogue of Life specia Onesia sedlaceki nu are subspecii cunoscute.